# Joshua Jackson
Joshua „Josh” Carter Jackson (n. 11 iunie 1978, Vancouver) este un actor canadian. A devenit cunoscut prin rolul lui "Peter Bishop" din serialul american Fringe.

## Date biografice
Jackson este fiul lui John Jackson și al Fionei. Joshua a început să joace la vârsta de 7 ani în seriale pentru copii și filme publicitare. Ulterior devine mai cunoscut prin flmele Dawson’s Creek, , The Skulls sau Ocean’s Eleven. Din viața lui privată Joshua Jackson, din anul 2006 trăiește împreună cu actrița germană Diane Kruger.

## Filmografie

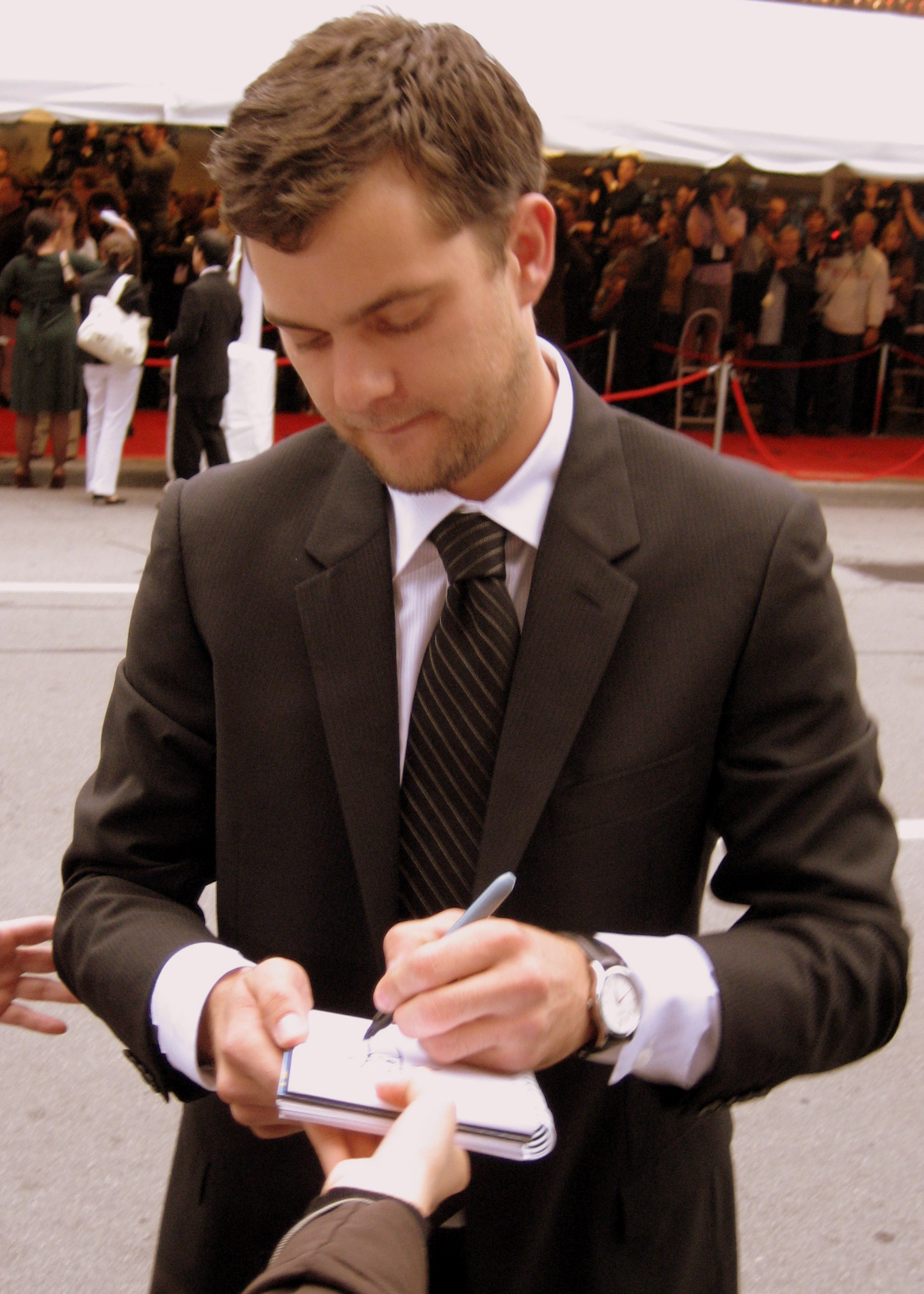
Joshua Jackson at the premiere of Bobby, Toronto Film Festival 2006

| An   | Titlu                                 | Rol                           | Note                                 |
| ---- | ------------------------------------- | ----------------------------- | ------------------------------------ |
| 1991 | Crooked Hearts                        | Tom (11 Ans)                  |                                      |
| 1992 | The Mighty Ducks                      | Charlie Conway                |                                      |
| 1993 | Digger                                | Billy                         |                                      |
| 1994 | D2: The Mighty Ducks                  | Charlie Conway                |                                      |
| 1994 | Andre                                 | Mark Baker                    |                                      |
| 1995 | Magic in the Water                    | Joshua Black                  |                                      |
| 1996 | D3: The Mighty Ducks                  | Charlie Conway                |                                      |
| 1996 | Robin of Locksley                     | John Prince, Jr.              |                                      |
| 1997 | Ronnie and Julie                      | Ronnie                        |                                      |
| 1997 | Scream 2                              | Film Class Guy #1             |                                      |
| 1998 | The Battery                           | Michael Papperman             | Film scurt                           |
| 1998 | Apt Pupil (Influență nefastă)         | Joey                          |                                      |
| 1998 | Urban Legend                          | Damon Brooks                  |                                      |
| 1999 | Cruel Intentions (Tentația seducției) | Blaine Tuttle                 |                                      |
| 2000 | The Skulls                            | Lucas 'Luke' McNamara         |                                      |
| 2000 | Gossip                                | Beau Edson                    |                                      |
| 2001 | The Safety of Objects                 | Paul Gold                     |                                      |
| 2001 | Ocean's Eleven                        | Josh                          | Cameo                                |
| 2002 | The Laramie Project                   | Matt Galloway                 |                                      |
| 2002 | Lone Star State of Mind               | Earl Crest                    | Titlu alternativ: Cowboys and Idiots |
| 2003 | I Love Your Work                      | John                          |                                      |
| 2005 | Cursed                                | Jake Taylor                   |                                      |
| 2005 | Racing Stripes                        | Trenton's Pride               | Rol de voce                          |
| 2005 | Americano                             | Chris McKinley                |                                      |
| 2005 | Aurora Borealis                       | Duncan Shorter                |                                      |
| 2005 | The Shadow Dancer                     | Jeremy Taylor                 | Titlu alternativ: Shadows in the Sun |
| 2006 | Bobby                                 | Wade Buckley                  |                                      |
| 2007 | Battle in Seattle                     | Randall                       |                                      |
| 2008 | Shutter                               | Benjamin Shaw                 |                                      |
| 2008 | Gashole                               | Joshua Jackson (în rolul său) | Oferă comentarii pentru documentar   |
| 2008 | One Week                              | Ben Tyler                     |                                      |
| 2012 | Lay the Favorite                      | Jeremy                        |                                      |
| 2012 | Inescapable                           | Paul                          |                                      |

| An        | Titlu                    | Rol              | Note                                                     |
| --------- | ------------------------ | ---------------- | -------------------------------------------------------- |
| 1991      | Payoff                   | Young Mac        | film de televiziune                                      |
| 1996      | Champs                   | Matt Mazzilli    | Episod: Breaking Up Is Hard to Do Episod: For Art's Sake |
| 1996      | Robin of Locksley        | Prince John, Jr. | film de televiziune                                      |
| 1997      | Ronnie & Julie           | Ronnie Monroe    | film de televiziune                                      |
| 1997      | On the Edge of Innocence | Sammy            | film de televiziune                                      |
| 1997      | La Limita Imposibilului  | Devon Taylor     | Episod: Music of the Spheres                             |
| 1998–2003 | Dawson's Creek           | Pacey Witter     | Rol principal; 124 de episoade                           |
| 2000      | The Simpsons             | Jesse Grass      | Episod: Lisa the Tree Hugger                             |
| 2001      | Cubix                    | Brian            | (voce)                                                   |
| 2006      | Capitol Law              | Mark Clayton     | Pilot TV                                                 |
| 2008–2013 | Fringe                   | Peter Bishop     | Rol principal, 96 de episoade                            |